# Eupithecia konradi
Eupithecia konradi är en fjärilsart som beskrevs av András Vojnits 1976. Eupithecia konradi ingår i släktet Eupithecia och familjen mätare. Inga underarter finns listade i Catalogue of Life.